# Straathoekwerk
Straathoekwerk is een methodiek binnen de hulpverlening waarbij de doelgroep direct en actief wordt benaderd. Omdat de doelgroep - veelal jongeren - geen gebruik maakt van de reguliere hulpverleningsinstanties gaat de hulpverlener hen direct opzoeken, dikwijls op straat. De methodiek is afkomstig van het Engelse 'streetcornerwork'.
De straathoekwerker richt zich op mensen die sociaal uitgesloten worden en vaak moeilijk de weg vinden naar maatschappelijke voorzieningen of hulpverlening. Ze circuleren in de buurten waar de doelgroep te vinden is: op straat, op café, pleintjes, in parken of bij hen thuis.  De hulpverlener vormt een brug tussen de doelgroep waarmee ze werken en de reguliere hulpverlening. Het is een actieve, positieve, relationele, onvoorwaardelijke en politiserende werkvorm van aanwezig zijn, gericht op de realisatie van een kwaliteitsvol leven van de doelgroep in zijn meest kwetsbare posities.

## Straathoekwerk in Vlaanderen

### Historiek
In Vlaanderen deed deze werkvorm zijn intrede midden jaren '80. Het begon bij het CAD (Centrum voor Alcohol- en andere Drugsproblemen) in Limburg dat op zoek ging naar een manier om een groeiende groep heroïnegebruikers te bereiken. Ze publiceerde een rapport waaruit bleek dat een beduidend deel van de doelgroep niet door de hulpverlening werd bereikt. Ze bleven onbekenden voor de sociale sector en ondanks hun kwetsbaarheid kwamen ze niet in aanraking met de reguliere hulpverlening. Ze zochten inspiratie op bij het buurland Nederland, waar het straathoekwerk reeds bestond. Na een aantal bezoeken aan Nederland introduceerde het CAD de werkvorm in vier Limburgse steden en gemeenten. Het duurt niet lang voor andere projecten volgen in Antwerpen, Brussel en Gent. Straathoekwerk ontstond eerst experimenteel met kleine projectmatige subsidies vanuit de fondsen van lokale armoedebestrijding. In de jaren tachtig werd er voornamelijk gewerkt met druggebruikers, prostituees, maatschappelijk kwetsbare jongeren en dak- thuislozen. Later kwamen daar naar aanleiding van het Heizeldrama voetbalhooligans bij.
In 1992 creëert het Ministerie van Binnenlandse Zaken de veiligheidscontracten, een grote verandering voor het straathoekwerk. Contracten met een politioneel en een socio-preventie luik geven het straathoekwerk een plek binnen het laatste luik. Later worden deze contracten samenlevings- en preventiecontracten genoemd. Door de invalshoek die verandert van een welzijnsbenadering naar een overlastbenadering en de veranderde maatschappelijke context door politieke aanslagen, milieu- en andere rampen ziet het beleid in het straathoekwerk een instrument om overlastgroepen aan te pakken. Omwille het spanningsveld en de nood aan planmatige ondersteuning bij straathoekwerkers werd in 1990 Vlastrov (VLAams STRaathoekwerk OVerleg) opgericht. Vlastrov was bij de opstart eerst een feitelijke vereniging en in 1992 werd het een vzw. Doordat de werking van Vlastrov in de dagelijkse ondersteuning van de projecten in Vlaanderen niet volstond, kwamen er provinciale ankerpunten. Zo ontstonden er tussen 1994 en 1996 ankerpunten in Antwerpen, Limburg en in Oost- en West- Vlaanderen. In 2009 kwam daar het Via-B een ankerpunt in Brussel bij. In 1999 werd Vlastrov, voordien een autonome vzw een onderdeel van het Steunpunt Algemeen Welzijnswerk. In 2005 kreeg het straathoekwerk erkenning door de federale overheid voor zijn welzijnsgerichte werking.

### Doelgroep
Het straathoekwerk richt zich op de meest kwetsbaren. Die positie kan op veel levensdomeinen voorkomen: financieel, fysieke en mentale gezondheid, sociale participatie... Ze gaan op zoek naar wie uit de boot valt en waar andere hulpverlening niet mee werkt of wil mee werken. Ze richten zich ook op mensen die riskeren om in een kwetsbare positie terecht te komen. Zo werken heel wat straathoekwerkers met kinderen en jongeren die (nog) niet in een kwetsbare positie zijn. Door met hen aan de slag te gaan, kunnen ze soms preventief werken.

### Het actief model
De meeste hulp-, zorg- en dienstverlening vertrekt vanuit het onthaalmodel. Hierbij meldt de cliënt zich aan bij een organisatie, stelt een vraag en daarop krijgt hij/zij een antwoord. Deze werkwijze bevat een aantal drempels voor kwetsbare groepen. Door het actief model toe te passen probeert het straathoekwerk die drempels te verlagen. Het actief model werkt vanuit vindplaatsgerichtheid, het aanwezig zijn in de leefwereld en contact krijgen met de gasten, het ritme van de gast, een positieve benadering en integraal werken.

### Doelstellingen
- Aanwezig zijn in de leefwereld en contact krijgen met de gasten;
- Een relatie aangaan met de gasten;
- Zicht krijgen op hun leefwereld;
- Een kwaliteitsvol leven realiseren door te ondersteunen, door communicatie en politiserend te werken[10]

| Bronnen, noten en/of referenties1. 2. 3. 4. 5. 6. 7. 8. 9. 10. |